# Indicatifs régionaux 215 et 267

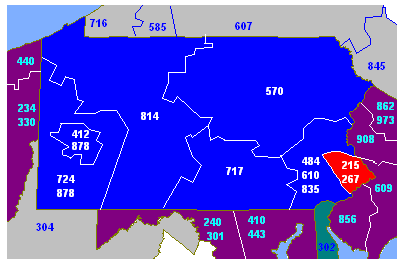
Carte de l'État de Pennsylvanie (en bleu et rouge) avec les territoires de ses indicatifs régionaux. Le territoire des indicatifs régionaux 215 et 267 est en rouge.

Les indicatifs régionaux 215 et 267 sont deux des multiples indicatifs téléphoniques régionaux de l'État de Pennsylvanie aux États-Unis.
Ces indicatifs desservent la ville de Philadelphie ainsi que ses banlieues nord et est.
La carte ci-contre indique en rouge le territoire couvert par les indicatifs 215 et 267.
Les indicatifs régionaux 215 et 267 font partie du Plan de numérotation nord-américain.

## Comtés desservis par les indicatifs[1]
- Berks (la portion extrême est)
- Bucks (l'ensemble, sauf la portion nord-est, qui est desservie par les indicatifs 610 et 484)
- Lehigh (la portion extrême sud)
- Montgomery (les régions nord et est, le reste du comté est desservi par les indicatifs 610 et 484)
- Philadelphie (l'ensemble)